# Lenocinium
Il lenocinio, in latino lenocinium, è una figura di reato autonoma introdotta da Augusto con la Lex Iulia de adulteriis coercendis intorno al 16 a.C.
Ha diverse fattispecie delittuose:
- il lucro dell'adulterio della moglie da parte del marito;
- il profitto della moglie sull'adulterio del marito;
- la prostituzione della moglie a scopo di lucro;
- il mancato divorzio del marito che ha colto la moglie in flagranza di reato.

Nella Lex Iulia la pena era la relegatio o la deportatio in insulam nei casi in cui la pena fosse aggravata.
Durante l'epoca dei Severi viene punita anche la donna che, per sfuggire all'accusa di lenocinio, si dedica al teatro.